# Filisoma longcementglandatus
Filisoma longcementglandatus is een soort haakworm uit het geslacht Filisoma. De worm behoort tot de familie Cavisomidae. Filisoma longcementglandatus werd in 1994 beschreven door Amin & Nahhas.